# Політика Брунею
Політика Брунею формується султаном Брунею та його оточенням у рамках режиму абсолютної монархії, де султан є головою держави, уряду та церкви. Політичний устрій закріплений Конституцією 1959 року з поправками, які значно обмежують незалежну політичну діяльність. З 1962 року в країні безперервно існує режим надзвичайного стану, який надає султану повного контролю над усіма сферами життя в країні. Час від часу за бажанням султана проводяться парламентські та місцеві вибори, проте Законодавча Рада Брунею виконує здебільшого консультативну функцію.

## Політичні партії та організації
У 1939 році було створено першу громадську організацію, яка ставила політичні вимоги до брунейської влади - Брунейський молодіжний фронт (БМФ). На чолі БМФ були вчителі, які вимагали збільшення участі освіченої молоді в управлінні країною. Членами організації були до 15 тисяч осіб, але вже на початку 1950-х років вона майже припинила активність.
Першою політичною партію сучасного зразка в Брунеї стала заснована 1956 року Народна партія Брунею, яку очолював шейх Азахарі. Партія була активною, вимагала реформування державного устрою та незалежності, перемогла на виборах до місцевих рад у 1962 році. Втім НПБ виступила організатором «Брунейського повстання», що призвело до її заборони. Фактичним профспілковим крилом партії був Брунейський об'єднаний робітничий фронт (БОРФ), який теж був заборонений наприкінці 1962 року.
У серпні 1960 року була створена Брунейська національна організація, яка виступала як опонент НПБ. На виборах у серпні 1962 року вона виставила 8 кандидатів у Тутонгу, де всі вони програли кандидатам від НПБ.
У січні 1962 року від БОРФ відокремилася група осіб, які заснували Партію боротьби за незалежність Брунею (ПБНБ). Втім ця партія проіснувала недовго.
У січні 1963 року через злиття двох дрібних малайських партій ПБНБ та Брунейська об'єднана партія було утворено Брунейську партію альянсу (БПА). Партія висловила підтримку тодішнім намірам султана вести перемовини щодо входження до складу Малайзії. Проте спочатку султан не взяв представників партії на перемовини до Куала-Лумпуру, а надалі й узагалі відмовився від малайзійського проекту. Через це БПА почала критику султана та його режиму, але її вимоги реформування влади не були почуті. Невдовзі партія припинила свою діяльність.
Після виборів у березні 1965 року був створений Брунейський народний фронт (малай. Barisan Rakyat Brunei), який вимагав установлення конституційної монархії. БНФ був зареєстрований 1966 року.
Брунейську націонал-демократичну партію було створено 1985 року. До неї увійшли близькі до королівської родини бізнесмени, членства в партії набули близько 5 тисяч осіб. Проте вже 1987 року 70% членів партії залишили її після заборони султана державним службовцям вступати до партії. У кінці січня 1988 року обидва лідери партії були заарештовані та утримувалися 2 роки у в'язниці без пред'явлення звинувачень. У 1986 році створено також Брунейську націонал-солідарну партію.

## Вибори
Законодавча Рада мала бути заснована згідно з прийнятою в 1959 році конституції Брунею. До неї мали ввійти: 8 членів за посадою, 6 призначених султаном членів, 3 призначених неофіційні члени та 16 обраних членів. Останні мали бути висунутими обраними на загальних виборах членами рад округів. Вибори до рад округів відбулися 30-31 серпня 1962 року, перемогу на них отримала Брунейська народна партія (54 з 55 місць), яка й мала отримати всі 16 представницьких місць у Законодавчій раді. Проте у грудні 1962 відбулося «Брунейське повстання», організоване бойовим крилом БНП, яке було подавлене силами британських військ. Партія була заборонена, а нові вибори до Законодавчої Ради відбулися 25 березня 1965 року.
Наступні вибори були проведені у травні 1968 року. Ця Законодавча Рада проіснувала до кінця 1983 року. 13 лютого 1984 року султан Хассанал Болкіах розпустив Раду.
Законодавчу Раду було відновлено 2004 року для внесення поправок до конституції. До її складу увійшов 21 член. 6 за посадою: султан, спадкоємець престолу, міністр освіти, міністр промисловості та первинних ресурсів, міністр релігійних справ та генеральний прокурор. Ще 5 членів призначив султан, здебільшого секретарів міністерств. 10 членів також призначив султан з числа аристократії та місцевих чиновників.